# Horizonte 2020
Horizonte 2020 es el mayor programa de investigación e innovación en la Unión Europea con un presupuesto de casi 80 mil millones de € para el periodo 2014-2020. Su principal objetivo es asegurar la competitividad global de Europa. Es el programa marco que precede a Horizonte Europa cuyo plazo de ejecución será 2021-2027.
Horizonte 2020 cuenta con el respaldo político de los líderes europeos y los miembros del Parlamento Europeo. Coincidiendo en que la investigación es una inversión de futuro, Horizonte 2020 está en el centro del plan de la Unión Europea para el crecimiento y el empleo inteligente, sostenible e integrador.
Mediante la ayuda financiera coordinada de la investigación y la innovación, Horizonte 2020 apoya la excelencia científica, el liderazgo industrial y las soluciones a los retos sociales. 
| Secciones del programa |
| --- |
| Las principales áreas son: |
| Ciencia Excelente - Consejo Europeo de Investigación - Tecnologías futuras y emergentes - Acciones Marie Sklodowska-Curie - Infraestructuras de investigación europeas, incluyendo las e-infraestructuras |
| Liderazgo industrial - Liderazgo en las tecnologías industriales - Tecnologías de la información y la comunicación - Nanotecnologías, materiales avanzados, fabricación y procesamiento avanzados, y biotecnología - Espacio - El acceso a la financiación de riesgo - La innovación en las PYME - Vía rápida a la Innovación |
| Retos sociales - Salud, cambio demográfico y bienestar - La seguridad alimentaria, la agricultura y silvicultura sostenible. Investigación marina, marítima y de aguas interiores. Bioeconomía - Energía segura, limpia y eficiente - Transporte inteligente, verde e integrado - Acción por el Clima, Medio ambiente, eficiencia de los recursos y materias primas - Sociedades inclusivas, innovadoras y reflexivas - Europa en un mundo cambiante - Sociedades seguras - Proteger la libertad y la seguridad de Europa y sus ciudadanos |
| Difusión de la excelencia y la ampliación de la participación |
| Ciencia con y para la Sociedad |
| Instituto europeo de Innovación y Tecnología (EIT) |
| Euratom |

## Beneficiarios
Los beneficiarios del programa pueden ser en principio cualquier tipo de entidad: organismos públicos, empresas privadas, universidades, asociaciones, etc. Normalmente son de Estados miembros de la Unión Europea, aunque también pueden participar otros países.

## Convocatorias y oportunidades de participación en programas europeos
Las convocatorias de Horizonte 2020 se publican periódicamente en el Portal de Participante. Existe una alta competencia, con una tasa media de éxito del 11%.
Para participar en una convocatoria normalmente se requieren tres socios de tres países de la Unión Europea. Por esa razón, existen oportunidades de participación que se publican en redes sociales y redes de colaboración europeas, donde los diversos tipos de entidades publican sus necesidades de socios, para Horizonte 2020 u otros Programas Europeos similares dentro del Marco financiero plurianual de la Unión Europea 2014-2020.
Existen además otras plataformas web que recopilan la información de los diversos programas y búsquedas de socios, permitiendo filtrar sectorialmente las oportunidades de participación.